# Voleybol 2. Ligi 2012-2013 (femminile)
La Voleybol 2. Ligi 2012-2013 si è svolta dal 2012 al 2013: al torneo hanno partecipato ventiquattro squadre di club turche e la vittoria finale è andata per la prima volta al Çanakkale.

## Regolamento

### Formula
È prevista una regular season in cui le ventiquattro formazioni iscritte al torneo gareggiano in due gironi da dodici squadre ciascuno, disputando gare di andata e ritorno per un totale di ventidue incontri:
- Le ultime due classificate di ciascun girone retrocedono direttamente in Voleybol 3. Ligi;
- Le prime quattro classificate dei due gironi accedono alle semifinali dei play-off promozione, dove vengono nuovamente divise in due gruppi, questa volta da quattro squadre ciascuno, disputando un round-robin;
- Le prime due classificate alle semifinali dei play-off promozione accedono alla finale dei play-off promozione, che le vede protagoniste di un nuovo round-robin, concluso il quale le prime due classificate sono promosse in Voleybol 1. Ligi.

## Torneo

### Regular season

#### Girone A - Classifica
| Pos. | Squadra            | Pt | G  | V  | P  | SV | SP | Ratio | PF | PS | Ratio |
| ---- | ------------------ | -- | -- | -- | -- | -- | -- | ----- | -- | -- | ----- |
| 1.   | Salihli            | 53 | 22 | 18 | 4  | 59 | 21 | 2,810 |    |    |       |
| 2.   | Karşıyaka          | 53 | 22 | 18 | 4  | 61 | 23 | 2,652 |    |    |       |
| 3.   | Çanakkale          | 49 | 22 | 17 | 5  | 58 | 28 | 2,071 |    |    |       |
| 4.   | Altınoluk          | 45 | 22 | 13 | 9  | 54 | 35 | 1,543 |    |    |       |
| 5.   | Arkas              | 40 | 22 | 14 | 8  | 47 | 36 | 1,306 |    |    |       |
| 6.   | Şişli              | 36 | 22 | 12 | 10 | 46 | 41 | 1,122 |    |    |       |
| 7.   | Rota Koleji        | 32 | 22 | 11 | 11 | 43 | 41 | 1,049 |    |    |       |
| 8.   | Balıkesir BB       | 26 | 22 | 8  | 14 | 34 | 48 | 0,708 |    |    |       |
| 9.   | Işıkkent           | 20 | 22 | 7  | 15 | 29 | 53 | 0,547 |    |    |       |
| 10.  | Karşıyaka Voleybol | 20 | 22 | 7  | 15 | 29 | 53 | 0,547 |    |    |       |
| 11.  | Maltepe            | 17 | 22 | 6  | 16 | 26 | 55 | 0,473 |    |    |       |
| 12.  | Koç İ.Ö.O          | 4  | 22 | 1  | 21 | 12 | 64 | 0,188 |    |    |       |

| Qualificate ai play-off promozione | Retrocesse in Voleybol 3. Ligi |

#### Girone B - Classifica
| Pos. | Squadra              | Pt | G  | V  | P  | SV | SP | Ratio | PF | PS | Ratio |
| ---- | -------------------- | -- | -- | -- | -- | -- | -- | ----- | -- | -- | ----- |
| 1.   | İdman Ocağı          | 51 | 19 | 17 | 2  | 55 | 14 | 3,929 |    |    |       |
| 2.   | Karayolları          | 47 | 19 | 17 | 2  | 53 | 20 | 2,650 |    |    |       |
| 3.   | Gazi Üniversitesi    | 45 | 19 | 15 | 4  | 52 | 20 | 2,600 |    |    |       |
| 4.   | Pursaklar            | 36 | 19 | 11 | 8  | 42 | 29 | 1,448 |    |    |       |
| 5.   | Çankaya              | 32 | 19 | 10 | 9  | 38 | 31 | 1,226 |    |    |       |
| 6.   | TVF Spor Lisesi      | 27 | 19 | 10 | 9  | 36 | 39 | 0,923 |    |    |       |
| 7.   | Ömürpen Şeker        | 25 | 19 | 9  | 10 | 31 | 35 | 0,886 |    |    |       |
| 8.   | Ankaragücü           | 14 | 19 | 5  | 14 | 21 | 48 | 0,438 |    |    |       |
| 9.   | Bolu                 | 14 | 19 | 4  | 15 | 21 | 49 | 0,429 |    |    |       |
| 10.  | Anadolu Üniversitesi | 3  | 19 | 0  | 19 | 13 | 57 | 0,228 |    |    |       |
| 11.  | Adana Gökyüzü        | 4  | 10 | 2  | 8  | 7  | 27 | 0,259 |    |    |       |
| 12.  | Dicle Üniversitesi   | 0  | 0  | 0  | 0  | 0  | 0  | 0,000 |    |    |       |

| Qualificate ai play-off promozione |

### Play-off promozione

#### Semifinali

##### Gruppo 1 - Classifica
| Pos. | Squadra           | Pt | G | V | P | SV | SP | Ratio | PF | PS | Ratio |
| ---- | ----------------- | -- | - | - | - | -- | -- | ----- | -- | -- | ----- |
| 1.   | Gazi Üniversitesi | 9  | 3 | 3 | 0 | 9  | 2  |       |    |    |       |
| 2.   | Salihli           | 4  | 3 | 1 | 2 | 6  | 6  |       |    |    |       |
| 3.   | Karayolları       | 3  | 3 | 1 | 2 | 3  | 7  |       |    |    |       |
| 4.   | Altınoluk         | 2  | 3 | 1 | 2 | 5  | 8  |       |    |    |       |

| Qualificate in finale ai play-off promozione |

##### Gruppo 2 - Classifica
| Pos. | Squadra     | Pt | G | V | P | SV | SP | Ratio | PF | PS | Ratio |
| ---- | ----------- | -- | - | - | - | -- | -- | ----- | -- | -- | ----- |
| 1.   | Karşıyaka   | 9  | 3 | 3 | 0 | 9  | 1  |       |    |    |       |
| 2.   | Çanakkale   | 6  | 3 | 2 | 1 | 6  | 4  |       |    |    |       |
| 3.   | İdman Ocağı | 3  | 3 | 1 | 2 | 5  | 6  |       |    |    |       |
| 4.   | Pursaklar   | 0  | 3 | 0 | 3 | 0  | 9  |       |    |    |       |

| Qualificate in finale ai play-off promozione |

#### Finale

##### Classifica
| Pos. | Squadra           | Pt | G | V | P | SV | SP | Ratio | PF | PS | Ratio |
| ---- | ----------------- | -- | - | - | - | -- | -- | ----- | -- | -- | ----- |
| 1.   | Çanakkale         | 5  | 3 | 2 | 1 | 7  | 5  |       |    |    |       |
| 2.   | Gazi Üniversitesi | 5  | 3 | 2 | 1 | 6  | 6  |       |    |    |       |
| 3.   | Karşıyaka         | 5  | 3 | 1 | 2 | 7  | 6  |       |    |    |       |
| 4.   | Salihli           | 3  | 3 | 1 | 2 | 3  | 6  |       |    |    |       |

| Promosse in Voleybol 1. Ligi |